# 献身
献身（けんしん）
- 1．献身とは自分の利益を顧みないで、他者または物事のために自己の力を尽くすこと[1]。

- 2．Devotion（英語）の訳語。カトリックでは祈祷文を用いた主に定型の祈祷の意味で用いる（但し、公式の典礼の一部ではなく個人的な祈祷とされる）。プロテスタントでは個人的な自由な祈祷の意味で用いる。

- 3．献身（キリスト教）

自分の利益を顧みないで自分の身を神に捧げること。狭義ではキリスト教で司祭、牧師、伝道師、宣教師、修道士・修道女など、直接教会や宣教団体の働きに携わること。プロテスタントでは「直接献身」とも言う。主にプロテスタントでは、キリスト教徒（クリスチャン）が献身を決意してから、それを公に表明して、所属教会の推薦を受けて神学校に行くことを献身という場合が多い。神学校で学んでいる神学生を献身者という。神学校に行かないで教会で働く者を教会献身者という。カトリックでも同様であり、召命を受けて聖職者や修道者を志すときに献身という場合が多い（ただし、献身者という語彙は余り用いられない）。広義では、一般信徒にも用いる。主にプロテスタントの教会では、キリストを信じる者は自分自身を神に捧げるように勧められている。献身とは本来自分を神に捧げる意味なので、広い意味では、直接献身をしていない、一般信徒のクリスチャンもすべてが献身しているということができる。カトリックでは、全カトリック信徒は聖職者や修道者にならなくても、洗礼と堅信によって主キリストから教会に託された使命である「使徒職」にあずかっているとされ、献身しているという事ができる。